# Niskonlith Lake Park
Niskonlith Lake Park är en park i Kanada.   Den ligger i provinsen British Columbia, i den södra delen av landet, 3 300 km väster om huvudstaden Ottawa. Niskonlith Lake Park ligger 599 meter över havet. Den ligger vid sjön Niskonlith Lake.
Terrängen runt Niskonlith Lake Park är kuperad västerut, men österut är den bergig. Runt Niskonlith Lake Park är det mycket glesbefolkat, med 2 invånare per kvadratkilometer.. Närmaste större samhälle är Chase, 7,0 km öster om Niskonlith Lake Park.
I omgivningarna runt Niskonlith Lake Park växer i huvudsak barrskog.